# Sławomir Piskorz
Sławomir Maksymilian Piskorz (ur. 24 stycznia 1934 w Michałowicach) – polski geograf specjalizujący się w dydaktyce geografii, profesor nauk o Ziemi, profesor zwyczajny Akademii Pedagogicznej w Krakowie.

## Życiorys
W 1957 ukończył studia geograficzne w Wyższej Szkole Pedagogicznej w Krakowie. Napisał pracę magisterską pt. Zarys monograficzny północnej części Garbu Wodzisławskiego, pod kierownictwem doc. Jana Flisa. Przed rozpoczęciem działalności naukowej pracował jako nauczyciel geografii w XII LO w Krakowie. W latach 1963–1967 odbył studia doktoranckie w WSP w Krakowie. Stopień doktora nauk przyrodniczych w zakresie dydaktyki geografii nadała mu w 1968 r. Rada Wydziału Geograficzno-Biologicznego WSP w Krakowie na podstawie rozprawy pt. Nauczanie problemowe w grupach na lekcjach geografii i jego skuteczność, przygotowanej pod kierunkiem prof. Rodiona Mochnackiego.
Od 1967 do 2008 pracował w WSP/AP/UP jako asystent, adiunkt, docent prof. nadzwyczajny i prof. zwyczajny. Badania naukowe S. Piskorza ogniskowały się wokół transformacji dorobku geografii jako nauki do geografii jako przedmiotu nauczania, optymalizacji procesu geograficznego kształcenia, kształcenia nauczycieli geografii oraz historii geografii szkolnej i jej dydaktyki. W 1980 r. Rada Wydziału Humanistycznego WSP nadała mu stopień doktora habilitowanego nauk humanistycznych w zakresie dydaktyki geografii na podstawie pracy pt. Dobór i układ treści w szkolnym podręczniku geografii. W 1998 r. uzyskał tytuł profesora nauk o Ziemi, z rekomendacji Rady Wydziału Geografii i Studiów Regionalnych Uniwersytetu Warszawskiego Jest pierwszym w Polsce profesorem tytularnym specjalizującym się w zakresie dydaktyki geografii. Ma w swoim dorobku ok. 170 publikacji naukowych i popularnonaukowych. Wśród tych ostatnich są podręczniki geografii dla szkoły podstawowej i średniej. W Instytucie Geografii WSP, AP przez 22 lata kierował Zakładem Dydaktyki Geografii, 6 lat Studium Podyplomowym Geografii. Wykształcił 180 magistrów, 6 doktorów (był promotorem m.in. późniejszych samodzielnych pracowników nauki: Elżbiety Szkurłat, Bożeny Wójtowicz, Wiktora Osucha i Danuty Piróg).
Należał do Polskiej Zjednoczonej Partii Robotniczej, od 1970 r. był członkiem egzekutywy Oddziałowej Organizacji Partyjnej Kierunku Geografii i Studium Wojskowego w WSP.
Działał w Polskim Towarzystwie Geograficznym (w ZG PTG i w Olimpiadzie Geograficznej), był ministerialnym recenzentem podręczników geografii i przyrody, był członkiem Komitetu Redakcyjnego Geografii w Szkole, pracował w Głównej Komisji Kwalifikacyjnej ds. Stopni Specjalizacji Zawodowej Nauczycieli oraz był wiceprzewodniczącym Rady Naukowej Ośrodka Badawczo-Rozwojowego Pomocy Naukowych i Sprzętu Szkolnego.

## Nagrody i odznaczenia
Otrzymał liczne nagrody Rektora WSP/AP, dwie nagrody zespołowe Ministra Nauki, Szkolnictwa Wyższego i Technik oraz Ministra Edukacji Narodowej, został odznaczony Złotym Krzyżem Zasługi, Złotą Odznaką za Zasługi dla Ziemi Krakowskiej, Krzyżem Kawalerskim Orderu Odrodzenia Polski, Medalem KEN, Medalem UP, Złotą Odznaką i Medalem PTG.